# Klaus Wolfermann
Pour les articles homonymes, voir Wolfermann.
Klaus Wolfermann, né le 31 mars 1946 à Altdorf bei Nürnberg (Bavière, Allemagne occupée) et mort le 18 décembre 2024, est un athlète allemand spécialiste du lancer du javelot. Il est médaillé d’or en 1972 aux jeux olympiques de Munich.

## Biographie
Klaus Wolfermann obtient sa plus grande victoire aux Jeux olympiques d'été de 1972 à Munich, avec un jet à 90,48 m devant le Soviétique Jānis Lūsis, qui réalisait lui 90,46 m.
Il réalise sa meilleure performance personnelle le 5 mai 1973 à Leverkusen, établissant un nouveau record du monde avec un jet à 94,08 m. Ce record reste la référence pendant près de trois ans. De 1968 à 1974, il remporte six titres consécutifs de champion d'Allemagne. En compétition, Klaus Wolfermann pèse 89 kg pour 1,76 m.
Très populaire, il est élu sportif de l'année en Allemagne fédérale en 1972 et 1973. Il est également un des pousseurs du champion allemand de Bobsleigh Georg Heibl. À la fin du XXe siècle, il est désigné meilleur lanceur de javelot allemand du siècle. En 2004, il est l'un des porteurs de la flamme olympique pendant sa traversée de Munich.
Depuis 1967, il est marié avec Friederike et a une fille, Karen, est née en 1970. Klaus Wolfermman vit à Penzberg. Il dirige une agence de communication active dans le domaine sportif et est président du FC Olympia, une association de médaillés du sport allemands qui s'engage dans des activités sociales pour le football, le volley-ball et le golf. Wolfermann est ambassadeur extraordinaire pour Special Olympics, la seule association sportive autorisée par le CIO pour les handicapés mentaux. En 2006, il organise cinq tournois de golf pour l'aide aux enfants transplantés, une initiative de l'action sportive pour le don d'organes.
Il est élu personnalité sportive allemande de l'année en 1972 et 1973. En 2011, il entre dans le « Temple de la renommée » des sportifs allemands.
Il meurt le 18 décembre 2024 au matin.

## Palmarès

### Jeux olympiques d'été
- Jeux olympiques d'été de 1972 à Munich ( Allemagne de l'Ouest)
  -  Médaille d'or au lancer du javelot

### Championnats d'Europe d'athlétisme
- Championnats d'Europe d'athlétisme de 1971 à Helsinki ( Finlande)
  - 6e au lancer du javelot
- Championnats d'Europe d'athlétisme de 1974 à Rome ( Italie)
  - 5e au lancer du javelot

## Records
- Record du monde du lancer du javelot, le 5 mai 1973 à Leverkusen avec un lancer à 94,08 m (amélioration du record de Janis Lusis, sera battu par Miklos Nemeth)